# Mikrofonabstimmung
Die Wahl einiger frequenzabhängiger Eigenschaften beim Entwurf eines Mikrofons bezeichnet man als Mikrofonabstimmung. Insbesondere Resonanzfrequenz und Resonanzdämpfung der Membran sind für die richtige Funktion eines Mikrofons wichtig. Sie müssen auf den Mikrofontyp (dynamisches Mikrofon oder Kondensatormikrofon) und auf die zu erzeugende Richtcharakteristik (Kugel, Niere, Acht) abgestimmt werden.

## Resonanzabstimmung der Membran bei Mikrofonen
Mit der Abstimmung soll ein gewünschter Frequenzgang des Mikrofons erzielt werden, zum Beispiel ein möglichst linearer Verlauf. Die hierzu notwendige Membranabstimmung berücksichtigt den jeweiligen Typ des Schallwandlers und ist für Druckempfänger und Druckgradientenempfänger in der folgenden Tabelle aufgelistet. Siehe hierzu die Abbildung 12 im Weblink „Gegenseitige Lage von Membranresonanz und Übertragungsbereich bei dynamischen und Kondensatormikrofonen“.
| Empfänger / Wandler                                       | Kondensatormikrofon                       | dynamisches Mikrofon     |
| --------------------------------------------------------- | ----------------------------------------- | ------------------------ |
| Druckempfänger (Kugelcharakteristik)                      | Membran hoch abgestimmt                   | Membran mittenabgestimmt |
| Druckgradientenempfänger (Charakteristik Niere oder Acht) | Membran mittenabgestimmt, reibungsgehemmt | Membran tief abgestimmt  |

Die Begriffe „hoch“ oder „tief abgestimmt“ bedeuten, dass die Membranresonanz ans obere bzw. untere Ende des Übertragungsbereichs gelegt wurde. Mittenabgestimmt heißt, dass die Membranresonanz in der Mitte des Übertragungsbereichs (500 bis 1000 Hz) liegt. Diese Abstimmungen sollen prinzipbedingte Frequenzgänge des jeweiligen Empfängers und Wandlers kompensieren, zum Beispiel die geringe Wiedergabe tieferer Bassfrequenzen eines Druckgradientenempfängers außerhalb des Nahfelds einer Schallquelle.
Man erkennt, dass ein Mikrofon mit Nierencharakteristik durch Schließen der Nierenlöcher an der Membranrückseite nicht in ein brauchbares Mikrofon mit Kugelcharakteristik umgewandelt werden kann, da die unpassende Membranabstimmung zu einer unerwünschten Veränderung des Frequenzgangs führen würde. Nur gelegentlich wird diese Klangverfälschung beim sogenannten „Cupping“ (Umschließen der Mikrofonkorb-Rückseite mit den Händen) bewusst als Effekt fürs „Grunting“ eingesetzt, unter Inkaufnahme eines erhöhten Rückkopplungsrisikos der dabei nebenher erzeugten Kugelcharakteristik.
Die bei Bändchenmikrofonen notwendige tiefe Membranabstimmung führt zu einer größeren Empfindlichkeit gegenüber störendem Körperschall (Trittschall und Windgeräusche). In dieser Hinsicht sind Kondensatormikrofone mit Kugel-Charakteristik wegen ihrer Abstimmung allen Mikrofonen überlegen.